# Palais d'Argentré
Le palais d'Argentré est l'ancien évêché de Sées, en France. Il est aujourd’hui occupé par l'Institut d'Argentré-Sainte Anne, établissement d'enseignement privé hors contrat pour jeunes filles (accès réservé) affilié à la Fraternité sacerdotale Saint-Pierre (traditionalistes).

## Localisation
Le palais d'Argentré est situé dans le département français de l'Orne, sur la commune de Sées, au sud-est de la cathédrale, rue d'Argentré.

## Historique
Le bâtiment est un hôtel particulier, bâti en 1778 par l'architecte Joseph Brousseau, pour le compte de Jean-Baptiste du Plessis d'Argentré, évêque de Sées.
Il est de 1921 à 1940 occupé par le séminaire.
Il accueille depuis la rentrée 2018 un pensionnat pour jeunes filles, l'Institution Sainte-Anne.

## Architecture
Le palais d'Argentré possède une cour d'honneur fermée, sur la voie publique, par une grille arrondie.
Il est composé d'un bâtiment principal avec deux pavillons d'angle formant avant-corps. Il s'élève sur trois niveaux, dont le rez-de-chaussée est marqué par un bossage. Le corps central à trois baies, dont celles du rez-de-chaussée comprennent des baies cintrées, est couronné par un fronton triangulaire. Les ailes ont trois baies de chaque côté de forme rectangulaire.
Les pavillons formant avant-corps présentent trois baies en façade.

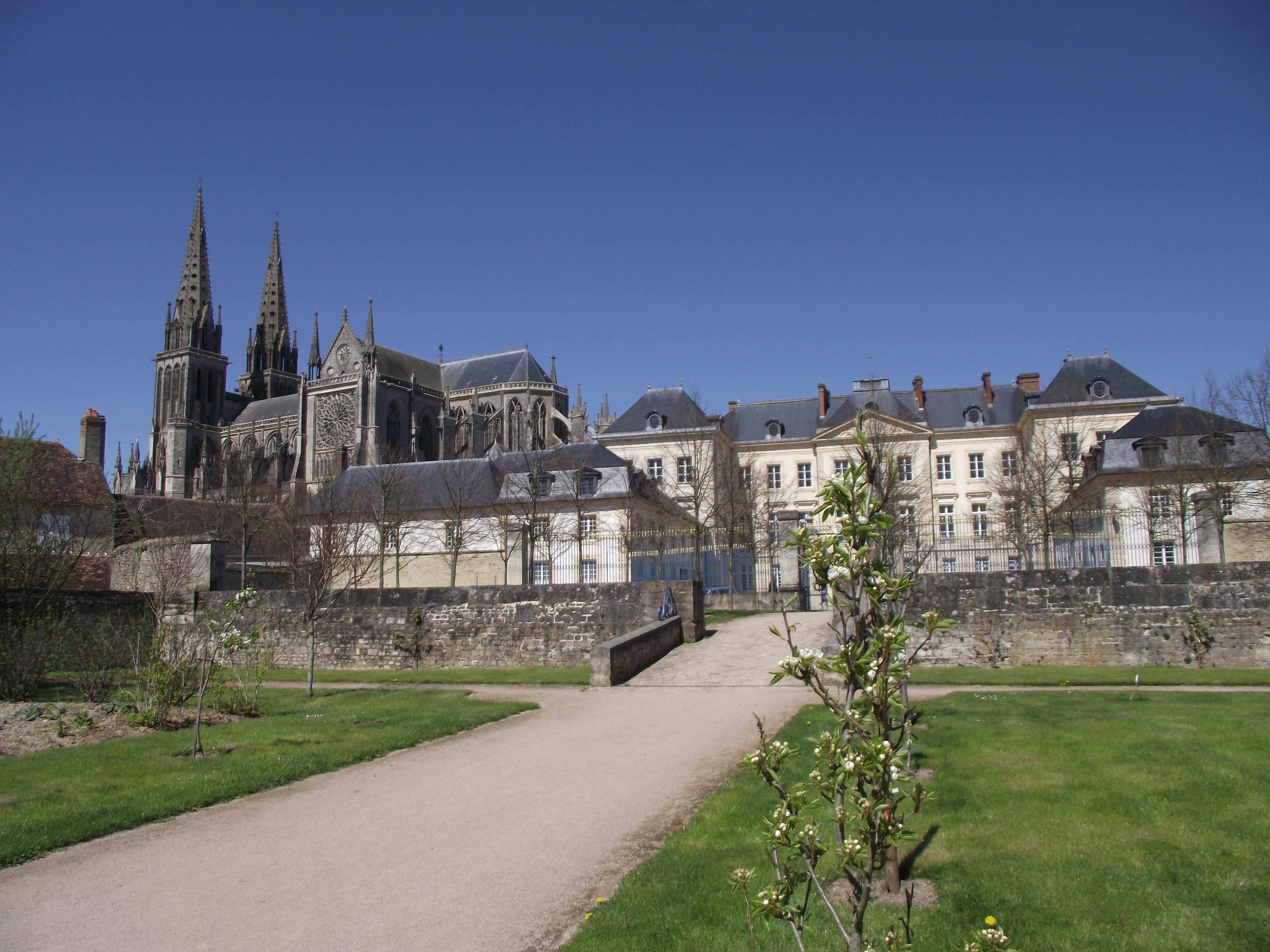
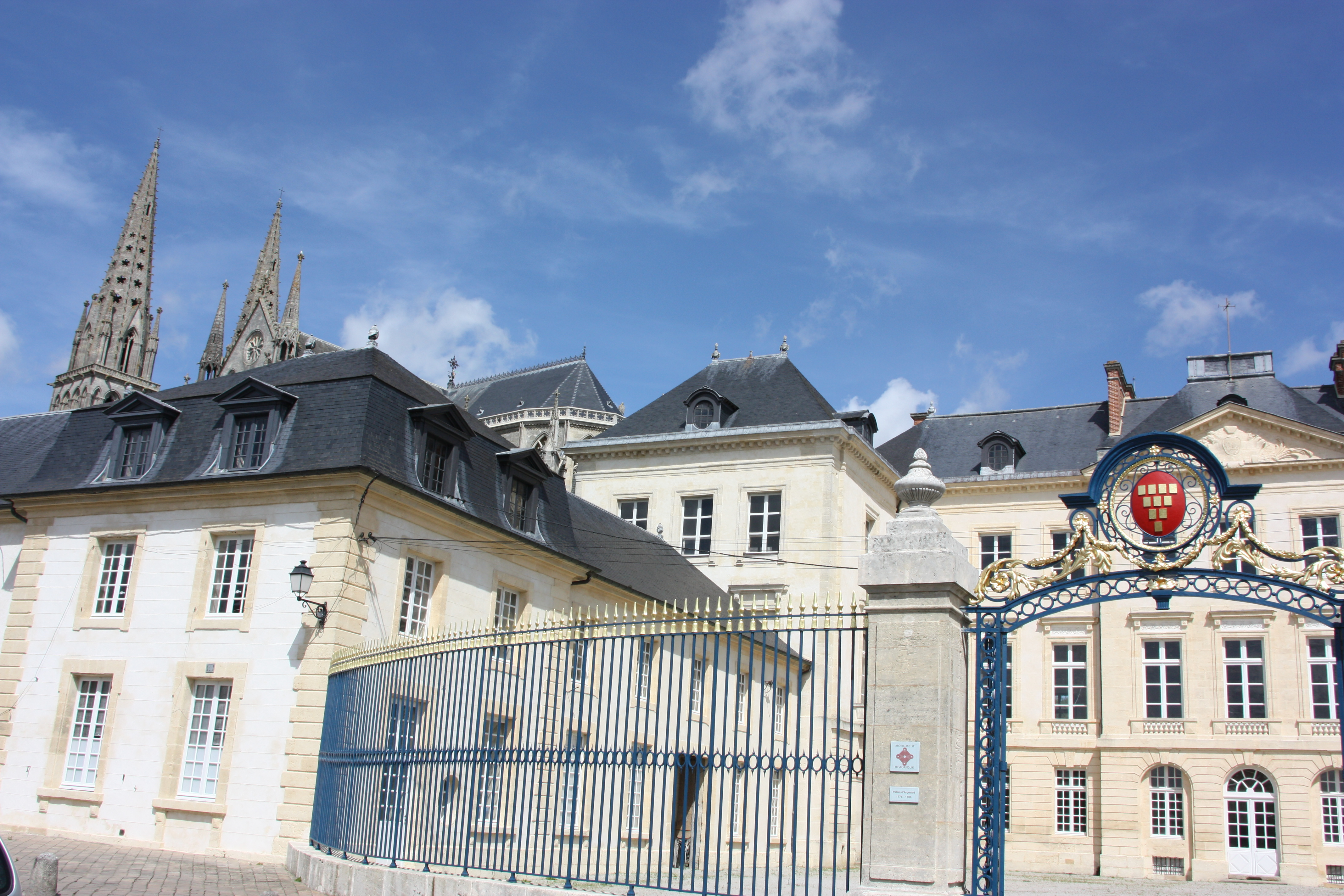
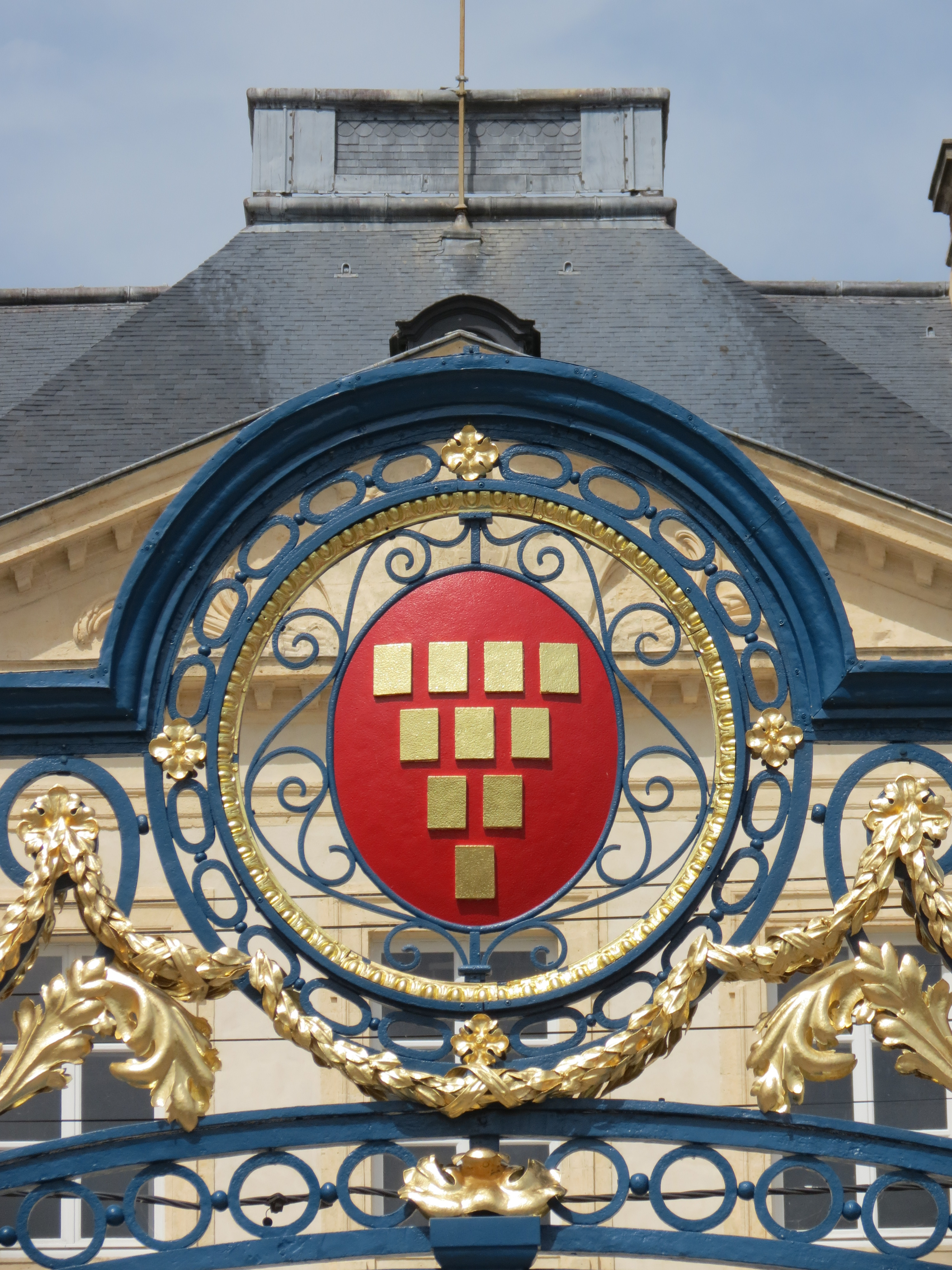
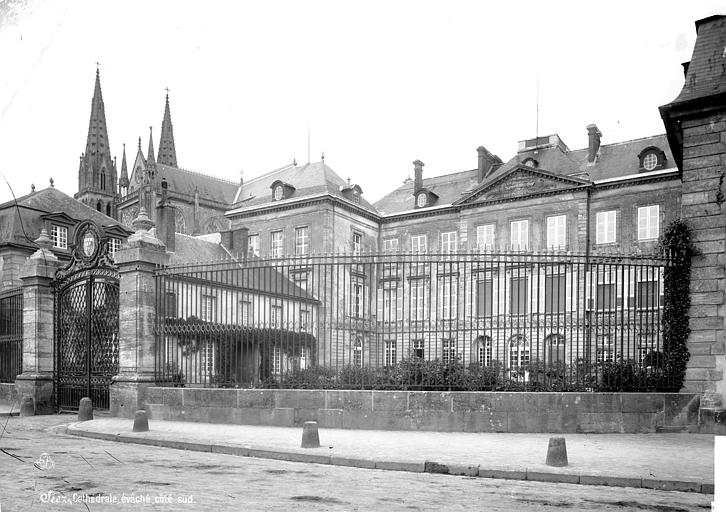

Galerie